# El progreso del amor
El progreso del amor (en inglés, The progress of love) es un libro de cuentos de la escritora canadiense Alice Munro, publicado en 1986. Con once cuentos, es una de las colecciones más numerosas de la autora. Munro dedicó el libro a su hermana Sheila. La traducción al castellano estuvo a cargo de Flora Casas.

## Cuentos
- "El progreso del amor"
- "Líquenes"
- "Monsieur les deux chapeaux"
- "Miles City, Montana"
- "Ataques"
- "La Luna en la pista de hielo de Orange Street"
- "Jesse y Meribeth"
- "La esquimal"
- "El bicho raro" (dividido en dos partes: I. Cartas anónimas, II. Posesión)
- "El círculo de la oración"
- "El vertedero blanco"

## Recepción
De acuerdo a Trevor Berret, del sitio en línea en inglés The Mookse and the Gripes, «es en "El progreso del amor" donde el característico estilo de Munro —historias extensas, cronología y memoria fragmentadas, cambios continuos en perspectiva— empezó a florecer». Evaluando el cuento "La esquimal", Betsy Pelz, del mismo sitio, cita una crítica que la escritora Joyce Carol Oates hizo al respecto en The New York Times, donde aseguró que el cuento fue escasamente ejecutado, y que parece más un borrador. Pelz se muestra de acuerdo con Oates y, respondiendo a un comentario en el que se criticó a Munro por caer en el estereotipo de mostrar a miembros de las Primeras Naciones —los Inuit, por ejemplo, llamados por mucho tiempo por el controvertido término de "esquimales"— con la bebida y relaciones abusivas, agradeció que esté discutiéndose «su lugar en el canon canadiense, dada la cuestión de la apropiación cultural».
El escritor español Eloy Tizón, en una reseña sobre el libro, afirmó que si bien los cuentos poseen la extensión debida, «podrían considerarse, por su estructura y desarrollo complejos, por su elaboración meticulosa, novelas de corta duración, novelas concentradas». «Las técnicas que Munro emplea se aproximan más a narraciones largas que a cuentos en sentido estricto». Según él, «ocurre algo curioso con Munro: sus cuentos parecen más tristes al recordarlos que al leerlos».